# Galumna valida
Galumna valida är en kvalsterart som beskrevs av Aoki 1994. Galumna valida ingår i släktet Galumna och familjen Galumnidae. Inga underarter finns listade i Catalogue of Life.